# باتريسيا فيني
باتريسيا فيني (بالإنجليزية: Patricia Finney)‏ هي كاتبة جريمة بريطانية، ولدت في 12 مايو 1958.